# Making the Cut
Making the Cut è un talent show statunitense trasmesso su Prime Video, ideato e condotto da Heidi Klum e Tim Gunn.
La prima puntata del programma è andata in onda il 27 marzo 2020.

## Programma
Un gruppo di stilisti-imprenditori internazionali, con un passato nella moda con proprie linee o negozi di abbigliamento, si sfida in ogni puntata per potersi assicurare la vittoria del programma. In palio vi è la vincita di un milione di dollari da investire nel proprio marchio di moda e il lancio della propria linea attraverso il sito di e-commerce Amazon.com. A giudicarli un pannello di giuria composto dalla stessa Klum, dalla supermodella Naomi Campbell, dallo stilista-imprenditore Joseph Altuzarra, dall'editrice di Vogue Paris Carine Roitfeld, dal personaggio televisivo-imprenditrice Nicole Richie, e dalla blogger-imprenditrice Chiara Ferragni.

I concorrenti devono dimostrare doti da designer e da imprenditore, dal disegno dei bozzetti alla scelta dei tessuti passando per l'efficienza di comunicazione con i sarti e la capacità di vendere la propria linea. Ciascuno in ogni prova deve produrre abiti da passerella e abiti Prêt-à-porter. Al termine di ogni puntata viene designato lo stilista vincitore, che potrà vedere il proprio abito pronto moda venduto sulla piattaforma Amazon.com, e potenzialmente vengono individuati uno o più candidati all'eliminazione.
Partendo da New York, le riprese sono state effettuate a Parigi e a Tokyo.

## Produzione
Nel 2018, Heidi Klum in coppia con Tim Gunn lasciano dopo 16 stagioni Project Runway con l'intenzione di volere sviluppare un reality show della moda per Prime Video. Nel giugno 2019 viene annunciato che il programma avrà come titolo 'Making the Cut e conterà su una giuria composta da Naomi Campbell, Carine Roitfeld, Nicole Richie e Joseph Altuzarra, a cui si aggiunge successivamente Chiara Ferragni.

## Concorrenti
| Concorrente     | Età | Città                   | Posizione |
| --------------- | --- | ----------------------- | --------- |
| Jonny Cota      | 35  | Los Angeles             | Vincitore |
| Esther Perbandt | 43  | Berlino                 | 2ª        |
| Sander Bos      | 24  | Hasselt                 | 3º        |
| Megan Smith     | 38  | Kansas City Los Angeles | 4ª        |
| Ji Won Choi     | 26  | Seul Moore              | 5ª        |
| Rinat Brodach   | 35  | Gan Yavne New York      | 6ª        |
| Sabato Russo    | 64  | Foggia Milano           | 7º        |
| Will Riddle     | 31  | Paris New York          | 8º        |
| Troy Hul Arnold | 34  | Trinidad New York       | 9º        |
| Joshua Hupper   | 38  | Columbus Shanghai       | 10º       |
| Martha Gottwald | 28  | Richmond                | 11ª       |
| Jasmine Chong   | 31  | Kuala Lumpur New York   | 12ª       |